# 陳祥恩
陳祥恩（1959年1月—），河南商丘人，中华人民共和国官员。

## 生平
1959年1月出生，1982年7月参加工作，1985年1月加入中国共产党，博士学位。畢業於中國礦業大學博士及焦作工学院工程硕士。现任河南煤化集团董事长、党委书记。曾任河南煤业化工集团有限责任公司董事长。中共十八大代表。
加入河南煤業化工集團管理層前，曾在1982年委任平顶山朝川矿务局工作，直至去到朝川矿务局局长，直至1997年為止，曾任朝川矿务局采煤技术员、生产技术科副科长、副矿长、副总工程师、矿长兼总工程师，朝川矿务局副局长兼总工程师、局长兼党委书记。之後開始担任永煤集团永煤集团陈四楼矿党委书记、矿长，永煤集团副总经理兼总工程师，河南煤化集团总经理，2011年5月任河南煤業化工集團有限責任公司董事長黨委書記。除此之外，還担任河南省安全生产专家委员会特聘专家、河南省煤炭技术委员会委员、河南省煤炭学会第五届理事会常务理事等社會職務。

2017年11月24日被中纪委网站宣布接受组织调查。

## 相關链接
- 河南煤化新帅陈祥恩肩负重托面临自身角色转换- 中国日报网
- 河南誕首家世界500強企業 陳祥恩稱，煤化集團將成為世界級的煤炭企業 文匯報 （页面存档备份，存于）
- 河南煤化擬重組鯤鵬航空 大公報[永久]
- 河南煤业化工集团董事长陈祥恩:借力央企做强做优 中國企業報 （页面存档备份，存于）
- 河南煤化年利潤將破百億 躋身世界500強再發力 中國窗[永久]